# Nibas
Nibas és un municipi francès situat al departament del Somme i a la regió dels Alts de França. L'any 2007 tenia 832 habitants.

## Demografia

### Població

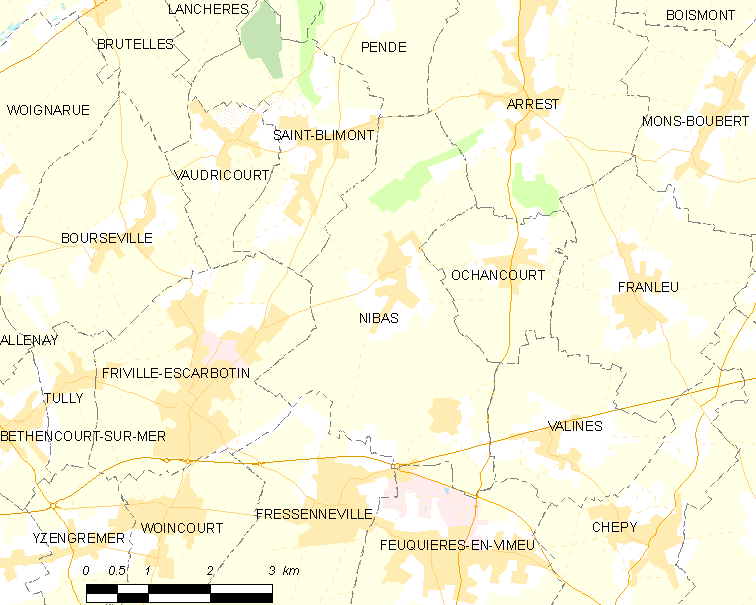
mapa del municipi

El 2007 la població de fet de Nibas era de 832 persones. Hi havia 308 famílies de les quals 58 eren unipersonals (29 homes vivint sols i 29 dones vivint soles), 86 parelles sense fills, 135 parelles amb fills i 29 famílies monoparentals amb fills.
La població ha evolucionat segons el següent gràfic:
Habitants censats

### Habitatges
El 2007 hi havia 352 habitatges, 320 eren l'habitatge principal de la família, 13 eren segones residències i 19 estaven desocupats. Tots els 352 habitatges eren cases. Dels 320 habitatges principals, 275 estaven ocupats pels seus propietaris, 42 estaven llogats i ocupats pels llogaters i 3 estaven cedits a títol gratuït; 1 tenia una cambra, 12 en tenien dues, 50 en tenien tres, 103 en tenien quatre i 154 en tenien cinc o més. 223 habitatges disposaven pel capbaix d'una plaça de pàrquing. A 125 habitatges hi havia un automòbil i a 160 n'hi havia dos o més.

### Piràmide de població
La piràmide de població per edats i sexe el 2009 era:
| Homes | Edats   | Dones |
| ----- | ------- | ----- |
| 0     | 95 o +  | 4     |
| 0     | 90 a 94 | 8     |
| 0     | 85 a 89 | 0     |
| 4     | 80 a 84 | 8     |
| 4     | 75 a 79 | 0     |
| 12    | 70 a 74 | 16    |
| 20    | 65 a 69 | 16    |
| 24    | 60 a 64 | 24    |
| 12    | 55 a 59 | 8     |
| 24    | 50 a 54 | 20    |
| 52    | 45 a 49 | 48    |
| 40    | 40 a 44 | 36    |
| 32    | 35 a 39 | 32    |
| 20    | 30 a 34 | 12    |
| 28    | 25 a 29 | 32    |
| 20    | 20 a 24 | 20    |
| 44    | 15 a 19 | 40    |
| 20    | 10 a 14 | 44    |
| 20    | 5 a 9   | 16    |
| 12    | 0 a 4   | 12    |

## Economia

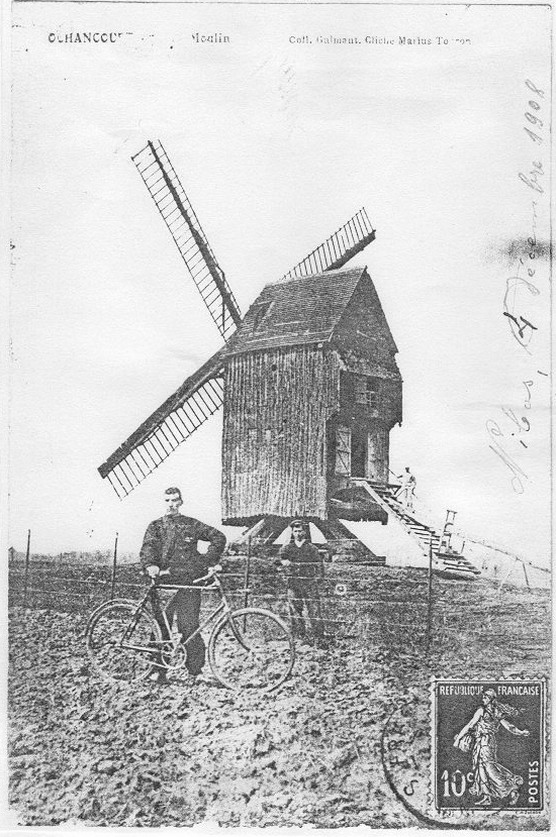

El 2007 la població en edat de treballar era de 565 persones, 427 eren actives i 138 eren inactives. De les 427 persones actives 394 estaven ocupades (222 homes i 172 dones) i 31 estaven aturades (16 homes i 15 dones). De les 138 persones inactives 43 estaven jubilades, 38 estaven estudiant i 57 estaven classificades com a «altres inactius».

### Ingressos
El 2009 a Nibas hi havia 330 unitats fiscals que integraven 847,5 persones, la mediana anual d'ingressos fiscals per persona era de 17.501 €.

### Activitats econòmiques
Dels 19 establiments que hi havia el 2007, 2 eren d'empreses extractives, 4 d'empreses de fabricació d'altres productes industrials, 5 d'empreses de construcció, 2 d'empreses de comerç i reparació d'automòbils, 1 d'una empresa de transport, 2 d'empreses financeres, 2 d'entitats de l'administració pública i 1 d'una empresa classificada com a «altres activitats de serveis».
Dels 6 establiments de servei als particulars que hi havia el 2009, 1 era un taller de reparació d'automòbils i de material agrícola, 1 paleta, 2 guixaires pintors, 1 lampisteria i 1 saló de bellesa.
L'únic establiment comercial que hi havia el 2009 era una botiga de roba.
L'any 2000 a Nibas hi havia 17 explotacions agrícoles que ocupaven un total de 1.066 hectàrees.

## Equipaments sanitaris i escolars
El 2009 hi havia una escola elemental.

## Poblacions més properes
El següent diagrama mostra les poblacions més properes.